# Eleocharis parvula
Eleocharis parvula é uma espécie de planta com flor pertencente à família Cyperaceae. 
A autoridade científica da espécie é (Roem. & Schult.) Link ex Bluff, Nees & Schauer, tendo sido publicada em Compendium Florae Germaniae. Editio altera 1: 93. 1836.

## Portugal
Trata-se de uma espécie presente no território português, nomeadamente em Portugal Continental conhecida como junco-agulha-anão.
Em termos de naturalidade é nativa da região atrás referida.
É uma espécie criticamente em perigo de extinção em Portugal, onde são conhecidas apenas três populações conhecidas.
Existe uma população no estuário do rio Minho, outra na Lagoa de Santo André, no Alentejo e também no estuário do rio Lima.

## Protecção
Não se encontra protegida por legislação portuguesa ou da Comunidade Europeia.